# Маланда (город)
Маланда (англ. Malanda) — город в северо-восточной части австралийского штата Квинсленд. Население города по оценкам на 2011 год составляло примерно 2052 человек. Город находится в составе региона Тейбллендс, население которого — 45300 человек (2008 год).

## География
Маланда располагается на высоте 732 метра над уровнем моря. Город находится в 20 километрах от Атертона, в 73 километрах от Кэрнса и в 1889 километрах от Брисбена.

## История
До прихода европейцев территория около Маланды была населена Нгаджаджийцами. В 1886 году было принято решение о строительстве железной дороги в этом районе. В течение следующих шести лет было проложено более 3412 километров (2120 миль) железнодорожного пути. Лишь в 1911 году железнодорожный путь достиг Маланды. Линия была закрыта в 1964 году.
В 1908 году Джеймс Инглиш (позже служащий отеля Маланда и отец Чарльза Инглиша) и Джеймс Эмерсон переехали в этот район. Англичане привезли скот из Киамы и районов близ реки Ричмонд в Новом Южном Уэльсе. У Эмерсона было стадо из 1026 голов крупного рогатого скота из города Лисмор, но 16 месяцев трудного пути до Маланды пережили лишь 560 из них.
В 1910 году Джон Принс основал лесопилку в Маланде. Именно с помощью этой лесопилки были заготовлены доски для отеля Маланда (построен в 1911 году). Первое почтовое отделение в Маланде открылось в январе 1912 года.
Северный въезд в город проходит через водопад Маланда. Название «Маланда», согласно некоторым источникам, происходит от местного аборигенного слова, означающего водопады.
В 1990 году открылась городская библиотека и сервисный центр.